# 2006년 대한민국의 베스트셀러 목록
다음은 2006년 대한민국의 베스트셀러 목록이다. 

## 종합
1. 마시멜로 이야기
2. 우리들의 행복한 시간
3. 끌리는 사람은 1%가 다르다
4. 해커스 토익 Reading(해설집포함)
5. 인생 수업
6. 배려
7. 부의 미래(앨빈 토플러)(반양장)
8. 긍정의 힘
9. 살아 있는 것은 다 행복하라
10. 해커스 토익 Listening
11. 경제학 콘서트 1
12. 사랑 후에 오는 것들(공지영)(중판)(양장본 HardCover)
13. 악마는 프라다를 입는다 1
14. 여자생활백서
15. 다 빈치 코드 1
16. 토마토 베이직: READING(토익이 가벼워지는)(단어암기장1권포함)
17. 여자의 모든 인생은 20대에 결정된다
18. 향수(양장본 HardCover)
19. 핑
20. 지도 밖으로 행군하라
21. 모모(비룡소 걸작선 13)
22. 행복한 이기주의자
23. 한국의 젊은 부자들
24. 공중그네
25. 연금술사
26. 아내가 결혼했다(제2회 세계문학상 당선작)
27. 시골의사의 부자 경제학
28. 사랑 후에 오는 것들(츠지 히토나리)(양장본 HardCover)
29. 오만과 편견(세계문학전집 88)
30. 설득의 심리학 1
31. 사랑하라 한번도 상처받지 않은 것처럼
32. 플라이 대디 플라이(개정판)(양장본 HardCover)
33. 16살 네 꿈이 평생을 결정한다
34. 토마토 베이직: LISTENING(토익이 가벼워지는)
35. 부동산투자는 과학이다(고종완의)
36. 스타일 북(style book)
37. 카네기 인간관계론
38. 내려놓음
39. 행복(양장본 HardCover)
40. 피라니아 이야기(양장본 HardCover)
41. 그 남자 그 여자 3
42. 대한민국 20대 재테크에 미쳐라
43. 달콤한 나의 도시
44. 목적이 이끄는 삶
45. 멈추지 않는 도전
46. 빗방울처럼 나는 혼자였다(양장본 HardCover)
47. 뿌리깊은 나무 1
48. 살아 있는 동안 꼭 해야 할 49가지
49. 블루오션전략(양장본 HardCover)
50. 마법천자문 11
51. 베로니카 죽기로 결심하다(양장본 HardCover)
52. 오만과 편견
53. 디지로그: 선언편(양장본 HardCover)
54. 여자의 모든 인생은 20대에 결정된다(실천편)
55. 섬기는 부모가 자녀를 큰사람으로 키운다
56. HACKERS VOCABULARY(해커스 보캐블러리)
57. 영어일기 표현사전(내가 쓰고 싶은 말이 다 있는)
58. 마시멜로 이야기(어린이를 위한)
59. 선택
60. 해커스 그래머 스타트: 시험 대비 기본 영문법
61. HACKERS TOEFL READING (iBT)
62. 콜드리딩
63. 가난하다고 꿈조차 가난할 수는 없다
64. 곤충세계에서 살아남기 3(서바이벌 만화 과학상식 15)
65. 1리터의 눈물
66. 힐러리처럼 일하고 콘디처럼 승리하라
67. 조선 왕 독살사건
68. 스페인 너는 자유다
69. 언젠가 기억에서 사라진다 해도(양장본 HardCover)
70. Basic Grammar in Use : With Answers (2/e(한국어판)
71. 선물
72. 왜 나는 너를 사랑하는가
73. 우리는 사랑일까(2판)(양장본 HardCover)
74. 10년 법칙(명품 인생을 만드는)
75. 폰더씨의 위대한 하루
76. 배려(어린이를 위한)(어린이 자기계발 동화 01)
77. 천사와 악마 1
78. 부자의 생각 빈자의 생각
79. On the Road
80. 밤이여 나뉘어라(제30회 이상문학상 작품집 2006년)
81. 내 인생에 힘이 되어준 한마디
82. 만화 과학 교과서 1: 지구과학, 물리(중학생이 되기 전에 꼭 읽어야)(되기 전에 시리즈)
83. 디셉션 포인트 1
84. 2000원으로 밥상차리기
85. 내 영단어장을 공개합니다
86. 구름빵(5판)(마음씨앗 그림책 2)(양장본 HardCover)
87. 공병호의 초콜릿
88. 반짝반짝 빛나는
89. TRY AGAIN(TAPE4개포함)
90. 부모와 아이 사이
91. 황금사과
92. 독학 일본어 첫걸음(혼자서도 너무 쉬운)(CD1장포함)
93. 사소한 것에 목숨 걸지 마라(습관 바꾸기 편)
94. 상실의 시대(원제: 노르웨이의 숲)(3판)
95. 레벌루션 NO.3
96. 블링크(첫 2초의 힘)
97. 화성에서 온 남자 금성에서 온 여자(개정판 2판)
98. 메이플 스토리 오프라인 RPG 14(코믹)
99. HACKERS WRITING START(해커스 라이팅 스타트)
100. 책 먹는 여우(양장본 HardCover)

## 같이 보기
- 대한민국의 베스트셀러